# Markos András
Markos András (álneve: Czeglédy János; Kolozsvár, 1920. február 16. – Kolozsvár, 1974. március 22.) erdélyi magyar levéltáros, szociológus.

## Életútja
Középiskolát (1939) és egyetemet (1944) szülővárosában végzett, a politikai és jogi, valamint a közgazdasági tudományok doktora. Az ETI munkatársa (1943), majd előadótanár a Bolyai Tudományegyetem közgazdasági karán (1948–49). Miután egy feljelentés nyomán elbocsátják, tisztviselő különböző vállalatoknál, 1964-től levéltáros, 1968-tól főlevéltáros az Erdélyi református egyházkerület központi gyűjtőlevéltárában.

## Munkássága
Első írása az Ifjú Erdélyben jelent meg (1937). A budapesti Társadalomtudomány A monografikus szociológia c. tanulmányát közölte, melyben magyarul mutatja be a Gusti-féle román társadalomkutató iskolát (1942). A marosi tutajozás múltjáról szóló munkáját már csak álnéven közölhette az Ethnographia – Népélet (1969). Mint levéltáros a Református Szemlében Árva Bethlen Kata Vallástétele és Önéletírása általa megtalált kiadatlan töredékeivel (1964), kiadatlan leveleivel (1965), valamint Bod Péterrel való kapcsolatával (1969) foglalkozott, a Könyvtári Szemlében pedig a 18. századbeli erdélyi írónő ajándékkönyveit ismertette (1972). Hátrahagyott agrártörténeti értekezését (Milotai Ferenc kísérletei a mezőgazdasági oktatás bevezetésére) az 1979-es Művelődéstörténeti Tanulmányok közli.